# Marcin Żewłakow
Marcin Żewłakow (Varsovia, Polonia, 22 de abril de 1976) es un exfutbolista internacional polaco, que se desempeñó como delantero y que militó en diversos clubes de Polonia, Bélgica, Francia y Chipre. Tiene un hermano gemelo, Michał, también futbolista.

## Clubes
| Club                | País    | Año         |
| ------------------- | ------- | ----------- |
| Drukarz Varsovia    | Polonia | 1991 - 1992 |
| Marymont Varsovia   | Polonia | 1992 - 1993 |
| Polonia Varsovia    | Polonia | 1993 - 1995 |
| Hutnik Varsovia     | Polonia | 1995 - 1996 |
| Polonia Varsovia    | Polonia | 1996 - 1998 |
| Beveren             | Bélgica | 1998 - 1999 |
| Excelsior Mouscroun | Bélgica | 1999 - 2005 |
| FC Metz             | Francia | 2005 - 2006 |
| Gent                | Bélgica | 2006 - 2008 |
| Dender              | Bélgica | 2008        |
| APOEL Nicosia       | Chipre  | 2008 - 2010 |
| GKS Bełchatów       | Polonia | 2010 - 2012 |
| Korona Kielce       | Polonia | 2012 - 2013 |

## Selección nacional
Ha sido internacional con la selección de fútbol de Polonia, donde jugó en 25 ocasiones y anotó 5 goles en el seleccionado polaco adulto. Asimismo, Marcin Żewłakow participó junto a su selección en una Copa del Mundo y fue en la edición de Corea del Sur y Japón 2002, cuando su selección quedó eliminada en la primera fase, siendo último en su grupo (que compartió con Corea del Sur, Estados Unidos y Portugal). En ese plantel polaco que jugó la Copa del Mundo de Corea del Sur y Japón 2002, compartió plantel con su hermano Michał Żewłakow, con quien coincidió también en tres clubes.